# Philipomyia rohdendorfi
Philipomyia rohdendorfi är en tvåvingeart som först beskrevs av Olsufjev 1937.  Philipomyia rohdendorfi ingår i släktet Philipomyia och familjen bromsar. Inga underarter finns listade i Catalogue of Life.